# Limão negro
O limão seco, também conhecido como: limão negro; noomi basra (Iraque); limoo amani (Irã); e loomi (Omã), é um limão que perdeu seu teor de água, geralmente após ter passado a maior parte do tempo secando ao sol. Eles são usados inteiros, fatiados ou moídos, como tempero em pratos do Oriente Médio. Originários do Golfo Pérsico - daí o nome iraniano limoo amani e o nome iraquiano noomi basra ("limão de Basra") - os limãos secos são populares na culinária do Oriente Médio.

## Usos
Limões negros são usados para adicionar um sabor azedo aos pratos, por meio de um processo de talha. Na culinária persa, eles são usados para dar sabor a ensopados e sopas. Em todo o Oriente Médio, eles são cozidos com peixes, enquanto no Iraque, são adicionados a quase todos os pratos e recheios. Eles também podem ser usados para fazer chá de limão negro. O limão negro em pó também é usado como ingrediente no baharat (uma mistura de especiarias) no estilo do Oriente Médio. É um ingrediente tradicional nas cozinhas da Arábia Saudita, Iraque e outros países do Golfo Pérsico.

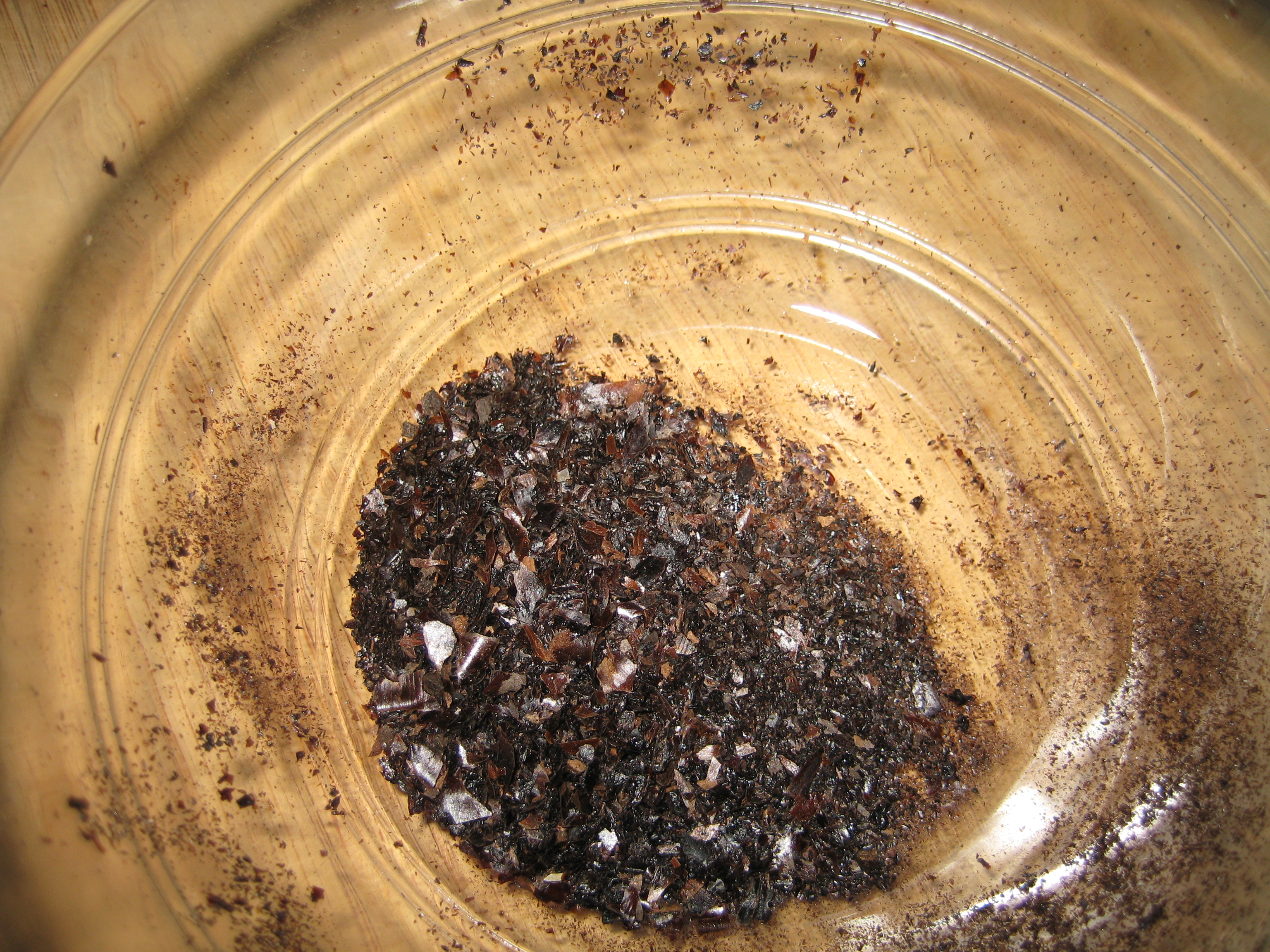
Limões persas negros secos e moídos.

## Sabor
Os limões negros têm um sabor bastante pronunciado. Eles possuem um gosto azedo e cítrico, semelhante ao dos limões frescos, mas com um toque terroso e ligeiramente defumado, e não possuem a doçura dos limões frescos. Como são preservados, também apresentam um sabor levemente amargo e fermentado, mas as notas amargas estão principalmente concentradas na casca e nas sementes do limão.

## Chá
O chá de limão negro é um tipo de chá de ervas feito a partir de limões negros e é uma bebida popular no Iraque, onde é usado para ajudar na digestão, diarreia e náuseas.